# Rejon Ysyk-Ata
Rejon Ysyk-Ata (kirg. Ысык-Ата району; ros. Ысык-Атинский район) – rejon w Kirgistanie w obwodzie czujskim. W 2009 roku liczył 132 759 mieszkańców (z czego 47,2% stanowili Kirgizi, 21,1% – Rosjanie, 14,5% – Dunganie, 3,5% – Turcy, 3,1% – Ujgurzy, 2,6% – Azerowie, 1,7% – Uzbecy) i obejmował 32 350 gospodarstw domowych. Siedzibą administracyjną rejonu jest Kant.